# Setthathirath
Setthathirath (laoški: ເສດ ຖາ ທິ ຣາດ) (24. siječnja 1534. – 1572.) smatra se jednim od najvećih vođa u povijesti Laosa. 
Tijekom 1560-ih godina sve do svoje smrti, uspješno je obranio kraljevstvo Lan Xang protiv vojnih pohoda burmanskoga osvajača Bayinnaunga, koji je već pokorio Xieng Mai (Chiang Mai) 1558. godine i Ayutthayu 1564. godine. Setthathirath je bio plodan graditelj te je podigao mnoge budističke spomenike, uključujući Wat Xieng Thong u Luang Prabangu i Pha That Luang u Vientianeu.
Također poznat kao Chaiyachettha ili Chaiyaset ili Jayajestha, bio je okrunjen za kralja Lanna nakon smrti njegovog djeda, prethodnoga kralja Ketklaoa, koji je umro bez muškog nasljednika na prijestolju. Postao je vladar Chiang Maija 1546. godine.
Godine 1572., zavjera između Lorda Phya Nakhona i bivšega opata Wata Maximavata, dovela je do ubojstva kralja Setthathiratha na južnoj granici zemlje. Poginuo je s 38 godina starosti. Nakon njegove smrti, uslijedilo je razdoblje turbulencije, a 1574. godine zemlju je osvojio Bayinnaung iz Burme.